# Citerne de l'Hebdomon

Les environs de Constantinople.

La Citerne de l’Hebdomon   (en grec : κινστέρνη τοῦ Ἕβδομου)  était l’une de quatre grandes citernes à ciel ouvert de l’ancienne Constantinople. Elle était située à Hebdomon, faubourg situé hors des murs de la Constantinople byzantine. À l’époque ottomane, elle fut connue sous le nom de Fildamı Sarnıcı ("Citerne de la maison aux éléphants"). De nos jours, l’Hebdomon fait partie du district Bakirköy dans les faubourgs d’Istanbul .

## Emplacement
Aujourd’hui située dans la banlieue d’Istanbul, district de Bakirköy  et mahalle (litt: quartier) d’Osmaniye, entre Fildamı Arkası et Çoban çeşme Sokak, au nord-ouest du champ de courses Veli Efendi, la citerne se trouve à environ deux kilomètres à l’ouest de la Corne d’Or dans la partie ouest d’une petite vallée, aujourd’hui complètement construite qui se dirige en direction sud vers la mer de Marmara.

## Histoire

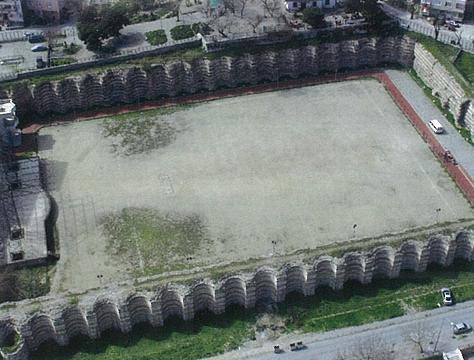
Vue aérienne de la citerne telle qu’elle apparait de nos jours.

À l’époque byzantine, l’Hebdomon (en grec : Ἕβδομον, litt : le septième, ainsi appelé parce que situé à sept milles romains du Million qui indiquait le point de départ de toutes les routes partant de Constantinople) était une agglomération située à l’extérieur de Constantinople, un endroit de villégiature apprécié près de la mer et bien arrosé. L’empereur Valens (r. 364 – 378) y avait fait bâtir le Palais de la Magnaure, alors que Justinien Ier (r. 527 – 565) avait fait ériger celui que l’on appelle Jucundianae (aussi appelé Secundianae), tous deux près des rives de la mer de Marmara, là où se trouve de nos jours la marina Ataköy. On y trouvait également deux églises dédiées l’une à saint Jean l’Évangéliste, l’autre à saint Jean le Baptiste, cette dernière abritant la tête du saint et le tombeau de l’empereur Basile II (r. 976 – 1025).
L’armée de Thrace y avait aussi un terrain d’exercice appelé Kampos tou Tribounaliou (en grec : Κάμπος τοῦ τριβουναλίου; en latin : Campus Tribunalis). C’est sur ce Champ de Mars ou terrain d’entrainement militaire que furent acclamés plusieurs empereurs dans la vallée dite Veli Efendi où se trouve de nos jours le champ de courses d’Istanbul. La cour impériale venait régulièrement à Hebdomon pour assister aux parades militaires, pour acclamer l’empereur à son retour de campagne militaire ou pour prier dans l’église Saint-Jean-le-Baptiste.
On ne peut déterminer avec certitude la date de construction de cette citerne en périphérie d’Hebdomon; toutefois, il est pratiquement certain qu’elle fut érigée entre les Ve siècle/VIe siècle et le VIIIe siècle,,. La taille des briques suggèrerait une date d’édification vers la fin du règne de Justinien (r. 527 – 565) alors que l’absence de poinçon sur les briques est typique des constructions faites après la fin du VIe siècle. 
La citerne servait sans aucun doute à l’alimentation en eau des deux palais impériaux ainsi qu’à l’armée de Thrace qui s’exerçait sur le Champ-de-Mars et aux nombreux animaux qu’elle possédait dans son train. 
À la fin du XIIe siècle toutefois, le système d’adduction d’eau avait été abandonné, résultat sans doute de nombreuses secousses sismiques. Après la chute de Constantinople en 1453, un nouveau système fut construit qui tirait son eau de sources plus rapprochées à Halkali et dans la forêt de Belgrade. Maintenant vide, le réservoir fut utilisé par les Ottomans comme endroit où garder les éléphants du sultan, d’où les noms turcs de Fihane ou Fildami, signifiant « maison » ou « réparation » des éléphants,,. Par la suite, il devait servir de jardin potager, devenant l’un des quatre Çukurbostan (litt : jardin en creux) d’Istanbul. En 1996, l’État acheta le terrain et le transforma en terrain pour concerts populaires à ciel ouvert pouvant contenir jusqu’à 12 000 spectateurs. Dès 2003 cependant, il devint évident que les vibrations causées par ces concerts ébranlaient les murs tout en effrayant les chevaux du champ de courses voisin. On cessa alors cette utilisation et depuis le terrain, administré par le belediye de Barirköy, sert surtout à l’organisation de rassemblements.

## Description
La plus petite des quatre citernes à ciel ouvert de Constantinople, cette citerne, de dimensions rectangulaires, avait 127 mètres de longueur sur 76 mètres de largeur pour une superficie totale de 9 600 mètres carrés,,. Sa profondeur moyenne était d’environ 11 mètres à l’intérieur, mais beaucoup moins à l’extérieur, car la citerne, à l’instar des autres citernes à ciel ouvert de Constantinople, eut tendance à s’enfoncer dans le sol avec le temps. Elle pouvait contenir environ 105 000 mètres cubes d’eau. Ses murs, toujours en place,  avaient 4,10 mètres d’épaisseur sur les côtés nord et sud, et 7 mètres sur les côtés est et ouest. Ils étaient construits en utilisant la technique romaine de l’opus listatum, c’est-à-dire en alternant rangées de briques et de pierre à raison de cinq pour deux, sauf près du sommet où la relation était de cinq pour quatre (ou pour cinq),. On retrouve cette même technique dans la construction des trois citernes situées à l’intérieur des murs de Constantinople, celles d’Aspar, d’Aetius et de Mocius. Le mur extérieur ouest est imbriqué dans la colline, alors que le mur intérieur ouest et le mur extérieur est sont renforcés grâce à une série de dix-neuf niches semi-circulaires formant contreforts pour supporter le poids de la colline,. Deux escaliers, de nos jours en partie détruits, sont construits dans les côtés nord et sud qui permettaient l’accès à l’intérieur. Autre particularité intéressante de cette citerne, le château d’eau (en latin : castellum aquae) construit à l’extérieur du coin sud-ouest. Ce genre de réservoir était utilisé pour stabiliser la pression hydraulique d’un aqueduc en évacuant l’eau lorsque le niveau descendait au-dessous d’un certain niveau. Ce château d’eau avait une double paroi ainsi qu’un escalier cylindrique au centre, séparée de l’extérieur par un coffrage contenant l’eau qui entrait par une arrivée d’eau placée à la base de la tour. Plusieurs canaux de sortie permettaient de distribuer l’eau du réservoir en différentes directions. On ignore si la citerne, située à basse altitude, tirait son eau directement de sources avoisinantes et, le cas échéant, si celles-ci étaient suffisantes pour la remplir, ou si l’eau venait par divers canaux de la Thrace voisine.
Dans la même vallée on trouve un peu plus à l’ouest trois plus petites citernes à ciel ouvert, de forme elliptique, s’alignant en direction nord-sud. Celle du centre est complètement détruite alors que les deux autres, encore en existence, sont appelées Domuzdami (litt : maison des cochons), car elles servaient d’abris pour animaux.